# Parafossarulus sungariensis
Parafossarulus sungariensis е вид коремоного от семейство Bithyniidae.

## Разпространение
Видът е разпространен в Китай (Дзилин и Хъйлундзян).